# جین بیکن
جین بیکن (به انگلیسی: Jean Bacon) (متولد ۱۹۴۲) یک استاد بازنشسته بریتانیایی سیستم‌های توزیع شده در آزمایشگاه رایانه در دانشگاه کمبریج است، او از زمان تأسیس گروه تحقیقاتی اپرا در دهه ۱۹۹۰ در دانشگاه کمبریچ سرپرستی گروه را به عهده داشت. پیش از این، او در کالج فنی هاتفیلد تدریس می‌کرد، جایی که در دهه ۱۹۷۰ در طراحی یکی از اولین برنامه‌های مدرک علوم رایانه ارائه شده در بریتانیا مشارکت داشت. بیکن در سال ۲۰۱۰ از سمت هیئت علمی خود در کمبریج بازنشسته شد اما به کار بر روی پروژه‌های اپرا مربوط به سیستم‌های توزیع شده و امنیت در رایانش ابری ادامه داده‌است.

## اوایل زندگی و حرفه
بیکن در سال ۱۹۴۲ در شفیلد در خانواده‌ای کارگری به دنیا آمد. او به مدرسه گرامر پنیستون رفت و مدرک کارشناسی خود را در ریاضیات از دانشگاه لندن دریافت کرد. پس از آن او در مشاغل مرتبط با رایانه در آزمایشگاه ملی فیزیک و مرکز تحقیقات هرست مشغول به کار شد. در سال ۱۹۶۸ در حالی که برای گرفتن مدرک کارشناسی ارشد تحصیل می‌کرد، به تدریس در برنامه‌های گواهینامه عالی ملی و دیپلم عالی ملی روی آورد. به صورت پاره وقت او در سال ۱۹۷۳ به هاتفیلد - اکنون دانشگاه هرتفوردشر- نقل مکان کرد، و در آنجا به طراحی یک نمونه اولیه از یک برنامه تحصیلی در علوم کامپیوتر مشغول شد. پس از تولد پسرش در سال ۱۹۷۶، بیکن در حین کار بر روی پی‌اچ‌دی به تدریس ادامه داد. در هاتفیلد پاره وقت، در حال مطالعه طراحی هسته و سیستم‌های توزیع شده‌ است.

## شغل پژوهشی
در سال ۱۹۸۵ بیکن به سمت هیئت علمی در آزمایشگاه رایانه در دانشگاه کمبریج مشغول کار شد، که در آنجا روی طراحی سیستم‌های توزیع شده و میان‌افزار متمرکز بود. او اولین زنی بود که به آزمایشگاه رایانه پیوست. او در آنجا یکی از رهبران گروه تحقیقاتی اپرا از زمان تأسیس آن در دهه ۱۹۹۰ بود. او همچنین چندین کتاب درسی در مورد سیستم‌های همزمان و توزیع شده منتشر کرده‌ است.
بیکن عضو IEEE و انجمن کامپیوتر بریتانیا است. او سردبیر مؤسس نشریه IEEE بود که اکنون با نام سیستم‌های توزیع شده IEEE به صورت آنلاین شناخته می‌شود و دو دوره در هیئت مدیره IEEE از ۲۰۰۲–۰۴ و ۲۰۰۵–۲۰۰۷ خدمت کرد. در سال ۲۰۱۳ موفق به دریافت درجه افتخاری دکترای از سوی دانشگاه آزاد شد.

## زندگی شخصی
بیکن یک پسر دارد که در سال ۱۹۷۶ به دنیا آمد. او یک نقاش است که نقاشی‌هایش را به نمایش گذاشته‌ است.